# Zsigmondyspitze
La Zsigmondyspitze est une montagne qui s’élève à 3 089 m d’altitude dans les Alpes de Zillertal, en Autriche.